# Vasco Fernandez Praga
Vasco Fernandez Praga (fl. XIII secolo) è stato un trovatore galiziano, attivo nel primo quarto del XIII secolo.
Cavaliere e successivamente, tramite matrimonio, signore di Sandim in Portogallo, lo troviamo nel Nobiliario come natural de Galliza e muy boom trovador ("originario della Galizia e un ottimo trovatore"). Della sua opera poetica si conservano un totale di ventinove composizioni : venticinque cantigas de amor e quattro cantigas de amigo.